# FFH-Gebiet Gewässer des Bongsieler Kanal-Systems

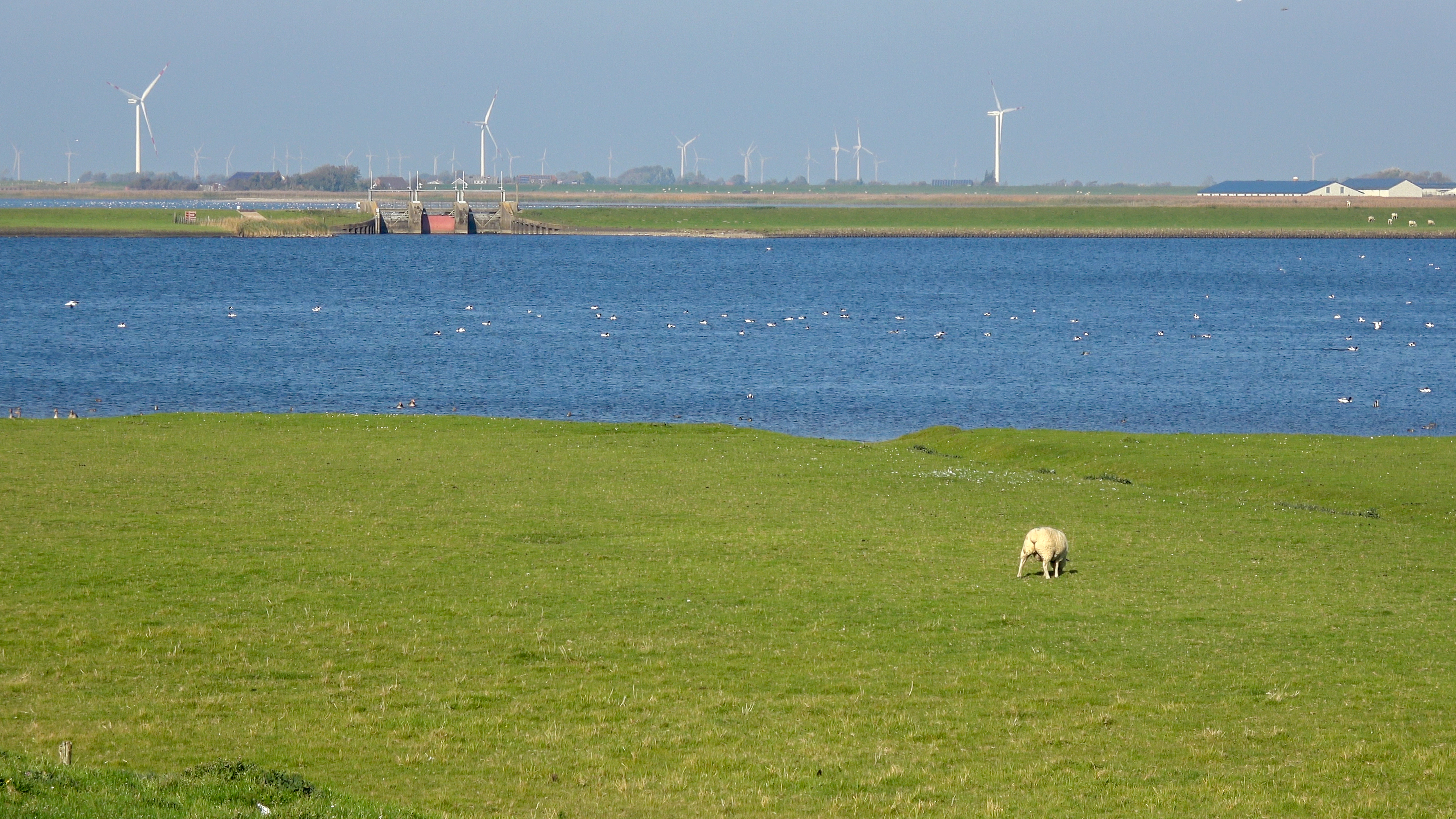
Westlichster Punkt am Speicherbecken Bongsiel Mitte

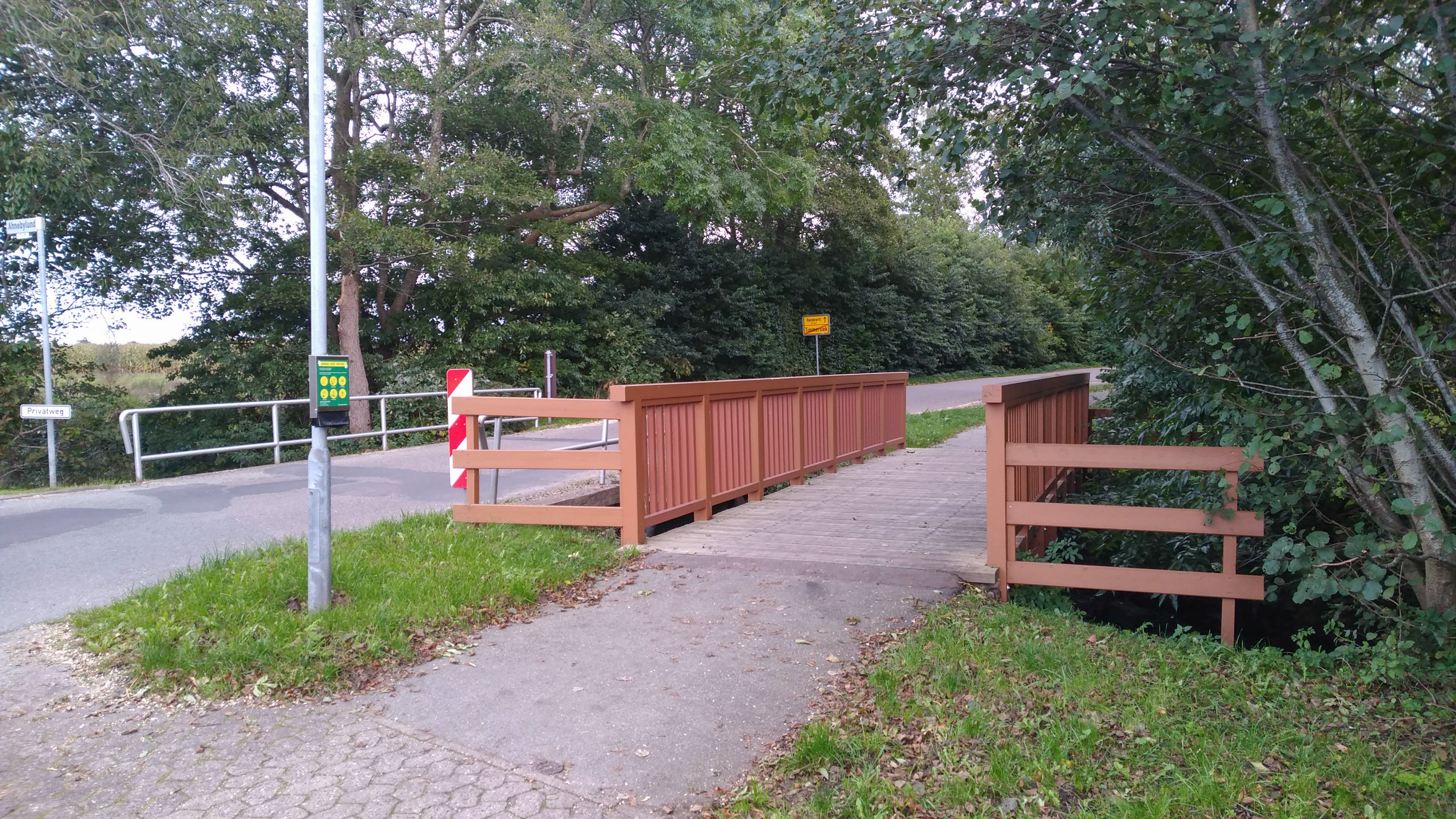
Östlichster Punkt im FFH-Gebiet am Meyner Mühlenstrom

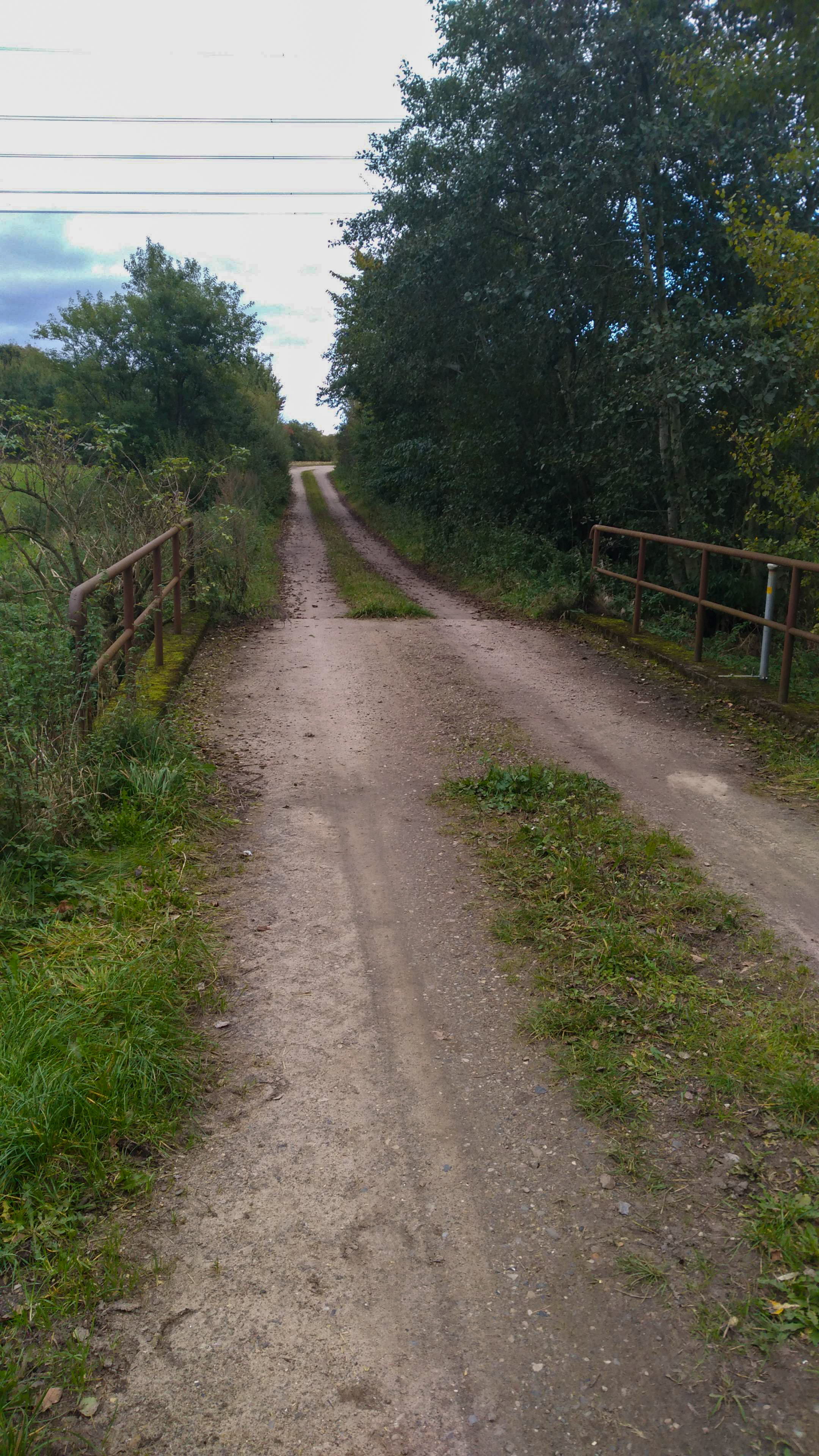
Nördlichster Punkt im FFH-Gebiet an der Wallsbek

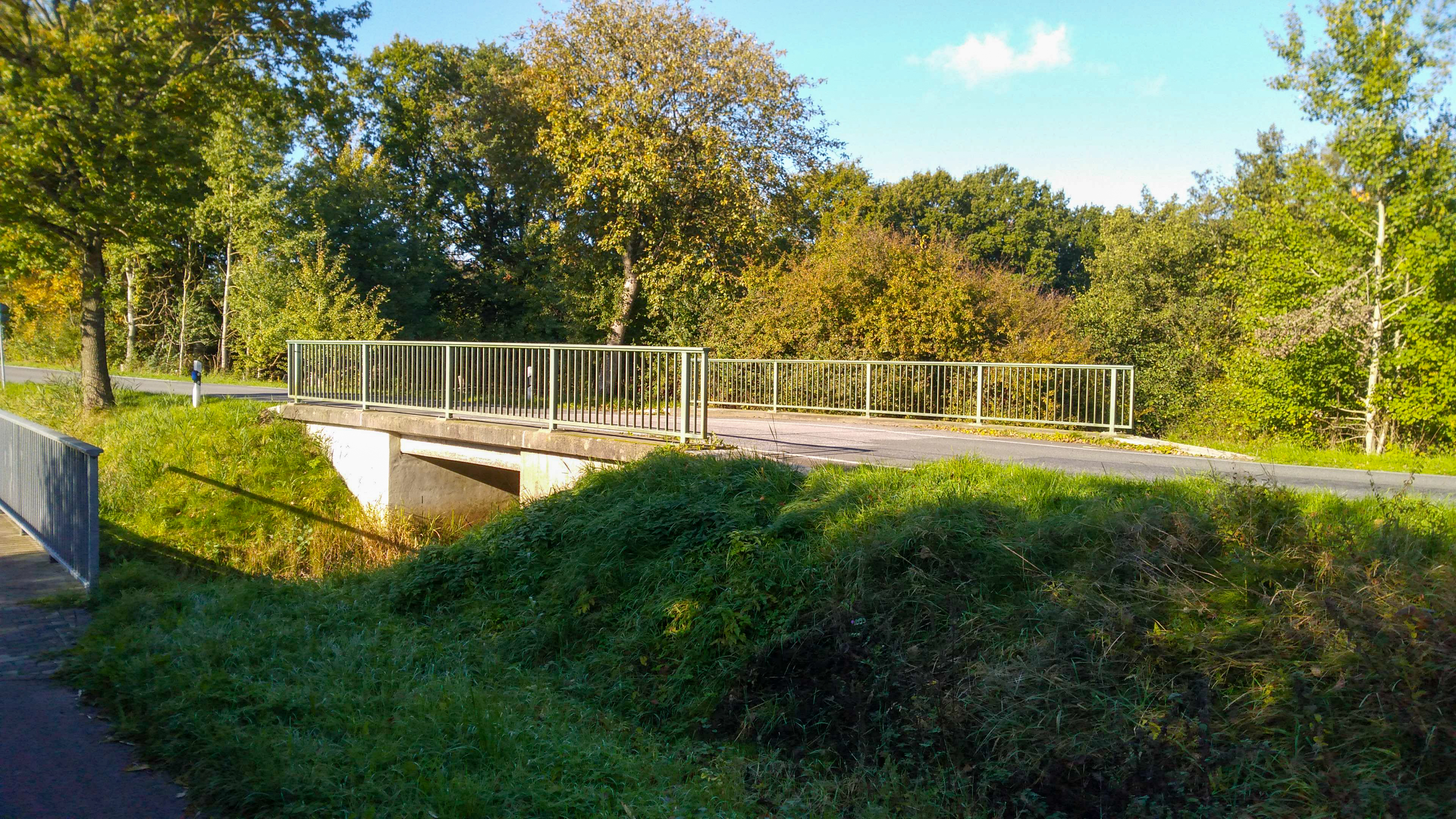
Südöstlichster Punkt im FFH-Gebiet an der Linnau

Das FFH-Gebiet Gewässer des Bongsieler Kanal-Systems ist ein NATURA 2000 Schutzgebiet in Schleswig-Holstein in den Kreisen Nordfriesland und Schleswig-Flensburg. Es gehört zur Flussgebietseinheit Eider und hat eine Fläche von 585 ha. Seine größte Ausdehnung liegt in nordöstlicher Richtung und beträgt 34 km. Sein höchster Punkt liegt am Meyner Mühlenstrom bei Timmersiek mit 22 m, sein niedrigster Punkt im Bottschlotter See mit 1 m unter NN. Es durchquert die Landschaften Schleswiger Vorgeest und Nordfriesische Marsch. Es endet mit dem Bongsieler Kanal in Schlüttsiel. Flussaufwärts ändert der Bogsieler Kanal seinen Namen ab der Mündung der Lecker Au in den Bongsieler Kanal in Soholmer Au. Dort ist der benachbarte Bottschlotter See ebenfalls Teil des FFH-Gebietes. Östlich des Ortes Knorburg mündet die Linnau in die Soholmer Au. Ab hier teilt sich das FFH-Gebiet nach Osten in die Linnau und mit der Soholmer Au nach Norden. Nach der Mündung der Spölbek in die Soholmer Au ändert die Soholmer Au ihren Namen in Schafflunder Mühlenstrom. Östlich von Hörup ändert der Schafflunder Mühlenstrom seinen Namen in Meyner Mühlenstrom oder kurz Meynau. In Schafflund mündet die Wallsbek in den Meyner Mühlenstrom. Dort zweigt das FFH-Gebiet nach Norden entlang der Wallsbek bis zum Ende des nördlichen Teils des FFH-Gebietes bei Osterby ab. Der östliche Teil mit der Linnau endet am Umspannwerk an der Silleruper Straße am Westrand von Schobüll. Im Nordosten gibt es noch einen isolierten Teil des FFH-Gebietes mit einem Teilstück des Mayner Mühlenstroms.

## FFH-Gebietsgeschichte und Naturschutzumgebung

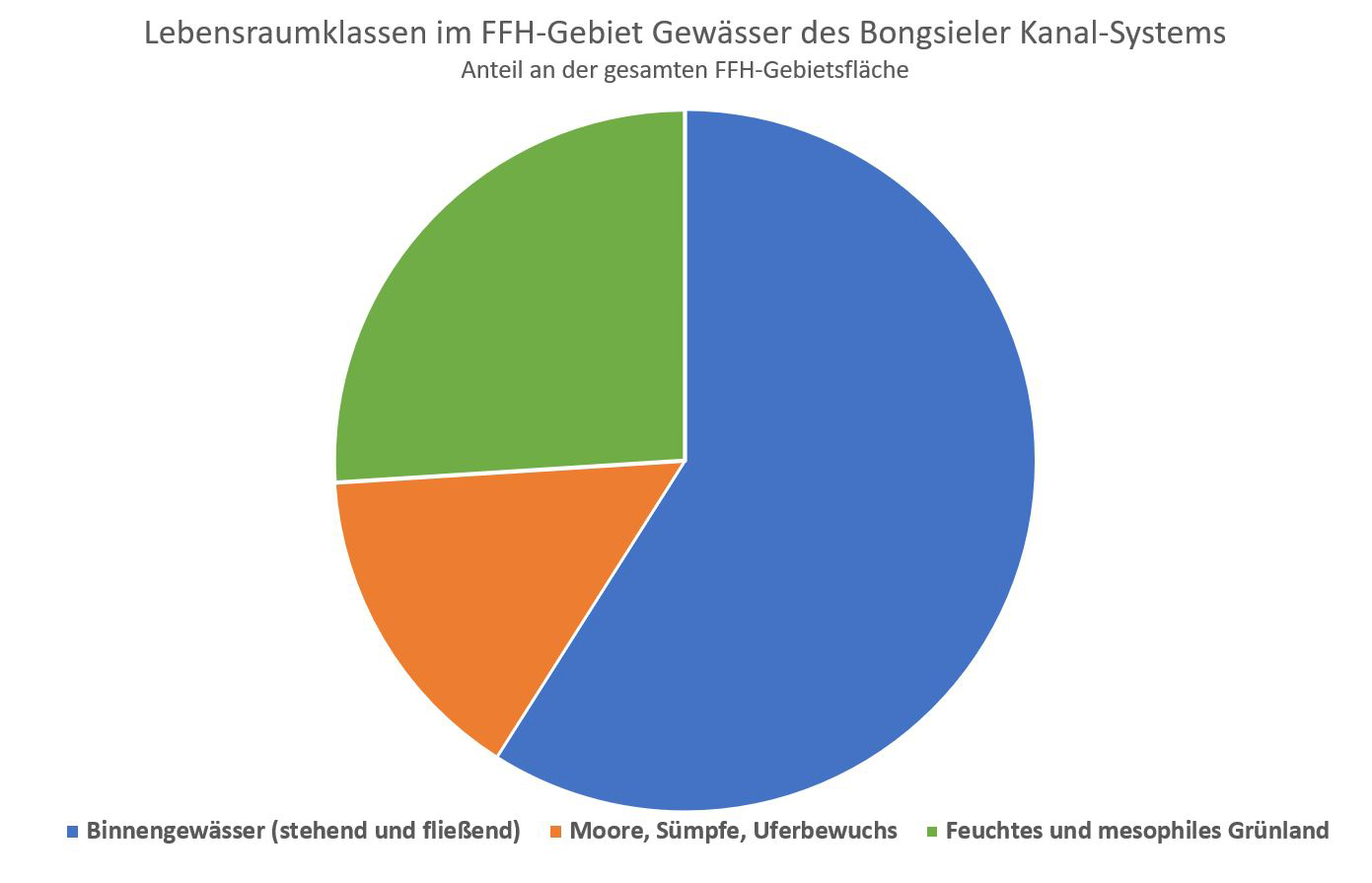
Diagramm 1: Lebensraumklassen

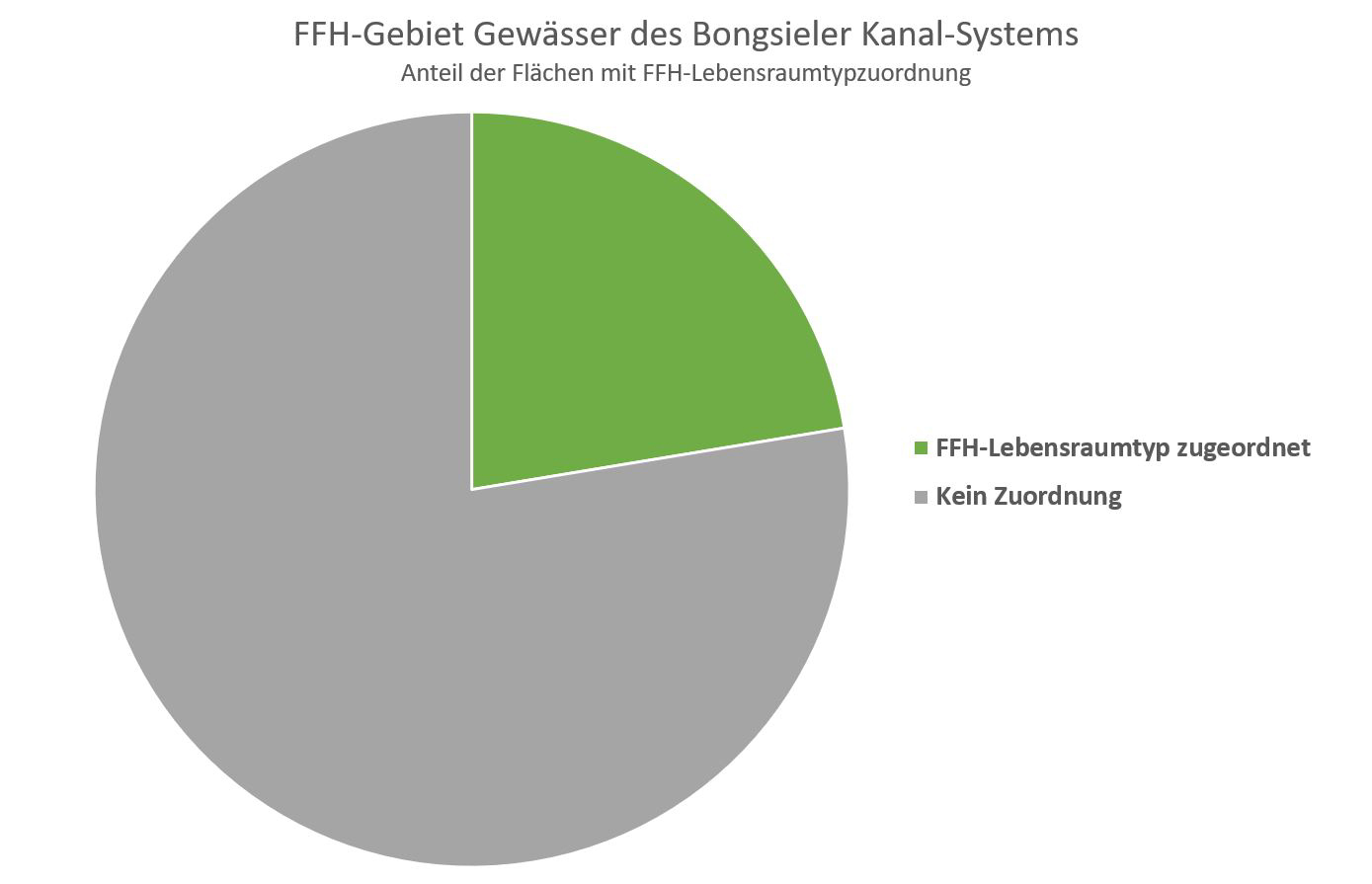
Diagramm 2: Anteil LRT-Flächen

Der NATURA 2000-Standard-Datenbogen für dieses FFH-Gebiet wurde im Mai 2004 vom Landesamt für Landwirtschaft, Umwelt und ländliche Räume (LLUR) des Landes Schleswig-Holstein erstellt, im September 2004 als Gebiet von gemeinschaftlicher Bedeutung (GGB) vorgeschlagen, im November 2007 von der EU als GGB bestätigt und im Januar 2010 national nach § 32 Absatz 2 bis 4 BNatSchG in Verbindung mit § 23 LNatSchG als besonderes Erhaltungsgebiet (BEG) bestätigt. Der aktuelle Standard-Datenbogen stammt vom Mai 2019. Im August 2015 wurden zwei Managementpläne vom Ministerium für Energiewende, Landwirtschaft, Umwelt und ländliche Räume des Landes Schleswig-Holstein veröffentlicht. Einer für das Teilgebiet 1 und einer für das Teilgebiet 2. Am Oberlauf der Wallsbek grenzt das FFH-Gebiet an das Landschaftsschutzgebiet Altmoräne am Lundtop-Jardelunder Moor. An der Mündung des Goldebeker Mühlenstroms in die Soholmer Au grenzt das FFH-Gebiet an das FFH-Gebiet Lütjenholmer und Bargumer Heide, das wiederum fast identisch mit dem Naturschutzgebiet Lütjenholmer Heidedünen ist. Am Westrand ist der südliche Teil des FFH-Gebietes mit dem Speicherbecken „Bongsiel Mitte“ Teil des Ramsar-Gebietes S-H Wattenmeer und angrenzende Küstengebiete. Mit der Betreuung dieses FFH-Gebietes gemäß § 20 LNatSchG des Landes Schleswig-Holstein wurde vom LLUR noch keine Organisation beauftragt (Stand September 2020). Im Januar 2019 hat sich der Verein Runder Tisch Naturschutz Nordfriesland e.V. als Zusammenschluss aller am Naturschutz im Kreis Nordfriesland beteiligten Interessenvertreter gegründet. Dieser hat sich auch zum Ziel gesetzt, die Belange des FFH-Gebietes Gewässer des Bongsieler Kanal-Systems zu thematisieren.
Eine touristische Nutzung des FFH-Gebietes findet bis auf den Bottschlotter See kaum statt. An den meist kanalartigen Gewässern befinden sich selten Wanderwege. Hinweise auf das NATURA 2000-Gebiet sind bis auf wenige Ausnahmen nicht vorhanden.

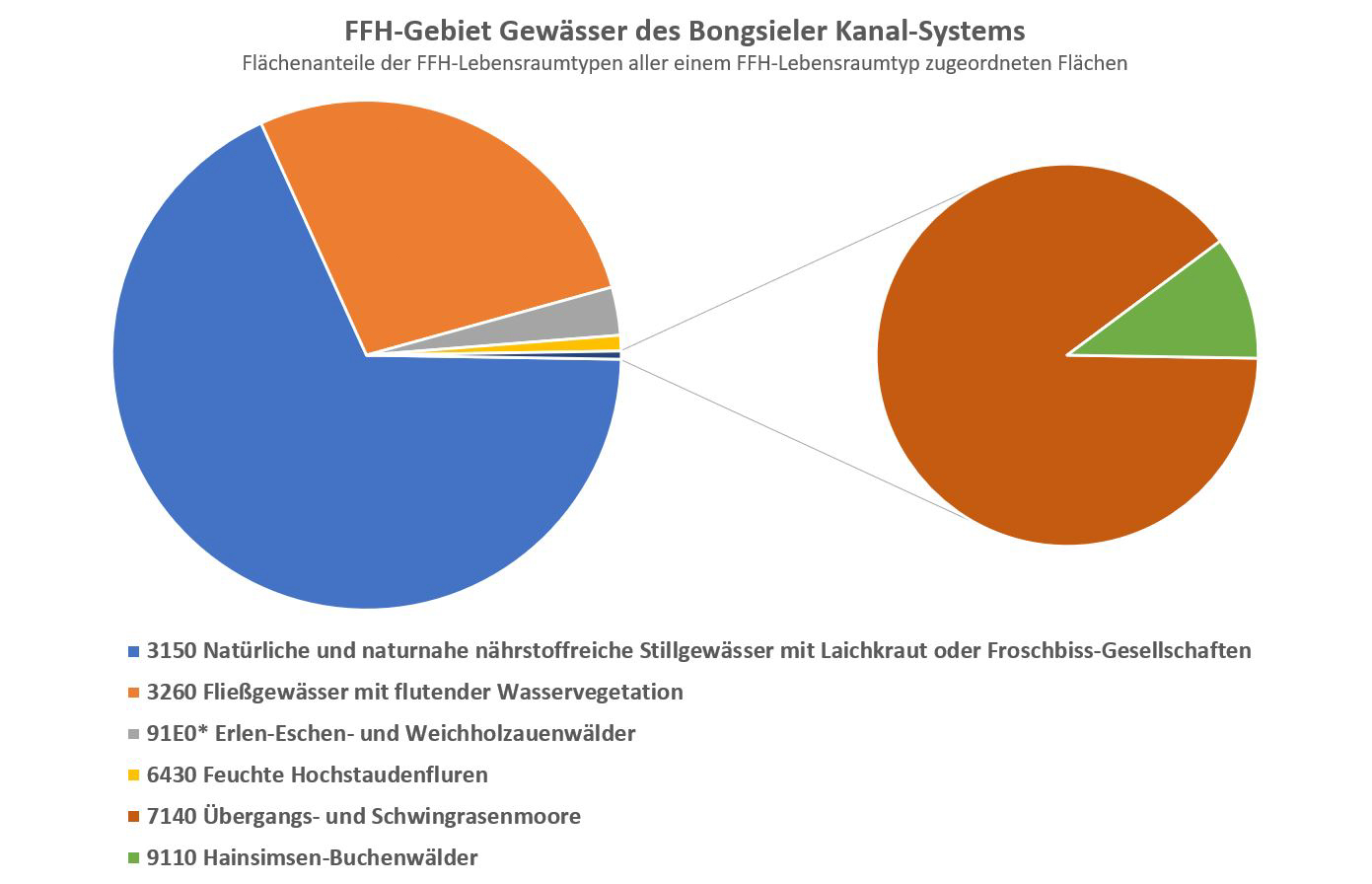
Diagramm 3: FFH-Lebensraumtypen

## FFH-Erhaltungsgegenstand
Der Umweltbehörde der EU wurden im aktuellen Standard-Datenbogen (Stand Mai 2019) folgende im FFH-Gebiet vorkommende FFH-Lebensraumtypen (LRT) nach Anhang I FFH-Richtlinie gemeldet:
- 3150 Natürliche und naturnahe nährstoffreiche Stillgewässer mit Laichkraut oder Froschbiss-Gesellschaften (Gesamtbeurteilung C)[21]
- 3260 Fließgewässer mit flutender Wasservegetation (Gesamtbeurteilung C)[22]
- 6430 Feuchte Hochstaudenfluren (Gesamtbeurteilung C)[23]
- 7140 Übergangs- und Schwingrasenmoore (Gesamtbeurteilung C)[24]
- 9110 Hainsimsen-Buchenwälder (Gesamtbeurteilung C)[25]
- 91E0* Erlen-Eschen- und Weichholzauenwälder (Gesamtbeurteilung C)[26]

Der Umweltbehörde der EU wurden im aktuellen Standard-Datenbogen (Stand Mai 2019) folgende im FFH-Gebiet vorkommende Arten gemäß Artikel 4 der Richtlinie 2009/147/EG und Anhang II der Richtlinie 92/43/EWG gemeldet:
- 1095 Meerneunauge(Petromyzon marinus) (Gesamtbeurteilung C)[27]
- 1096 Bachneunauge(Lampetra planeri) (Gesamtbeurteilung C)[28]
- 1099 Flussneunauge(Lampetra fluviatilis) (Gesamtbeurteilung C)[29]
- 1355 Fischotter (Gesamtbeurteilung C)[30]

Kennzeichnend ist, dass alle FFH-Lebensraumtypen und Arten im FFH-Gebiet in der Gesamtbeurteilung nur die Note C (= signifikanter Wert) erhalten haben. Um in der Gesamtbewertung die Note B (= guter Wert) oder A (= hervorragender Wert) zu erreichen, reichen Erhaltungsmaßnahmen nicht aus.

## FFH-Erhaltungsziele
Aus den Erhaltungsgegenständen wurden vom Ministerium für Energiewende, Landwirtschaft, Umwelt und ländliche Räume des Landes Schleswig-Holstein am 12. Juli 2016 folgende FFH-Lebensraumtypen und Arten als FFH-Erhaltungsziele benannt:
FH-Ziele für Lebensraumtypen und Art von besonderer Bedeutung:
- 3150 Natürliche und naturnahe nährstoffreiche Stillgewässer mit Laichkraut oder Froschbiss-Gesellschaften
- 3260 Fließgewässer mit flutender Wasservegetation
- 6430 Feuchte Hochstaudenfluren
- 91E0* Erlen-Eschen- und Weichholzauenwälder
- 1095 Meerneunauge

FH-Ziele für Lebensraumtypen und Art von Bedeutung:
- 7140 Übergangs- und Schwingrasenmoore
- 1096 Bachneunauge
- 1099 Flussneunauge
- 1355 Fischotter

## FFH-Analyse und Bewertung
Das Kapitel Analyse und Bewertung in den Managementberichten der beiden Teilgebiete beschäftigt sich unter anderem mit der Hydrologie und den aktuellen Gegebenheiten des FFH-Gebietes.

### Teilgebiet Linnau
Für das Teilgebiet Linnau wird ein weitgehend unnatürlicher Gewässerzustand konstatiert, der zusätzlich durch den hohen Nährstoffeintrag der umliegenden intensiv bewirtschafteten Acker- und Grünlandflächen beeinträchtigt wird. Im FFH-Gebiet befindet sich der westliche Teil des Wasserkörpers „Linnau OL und Zuläufe“. Sein ökologisches Potenzial wird als „mäßig“ und sein chemischer Zustand als „nicht gut“ eingestuft (Stand 2016). Der Unterlauf wird bezüglich des ökologischen Zustandes als „unbefriedigend“ und sein chemischer Zustand ebenfalls als „nicht gut“ eingestuft. Eine großflächige Renaturierung wird wegen der bestehenden Eigentumsverhältnisse ausgeschlossen. Durch weiteren Flächenankauf der Öffentlichen Hand ist schwerpunktmäßig eine Verbesserung möglich. Als langfristige Maßnahme wird die stetige Erhöhung der Sohle des Flussbettes gesehen, um punktuell die Fließgeschwindigkeit zu reduzieren. Dadurch können sich ruhigere Zonen für Laichhabitate von Fischen und Unterwasservegetation bilden. Zwischen dem Mühlenteich in Lindewitt und der Landesstraße L12 am Südrand des Lindewitter Forstes fließt zum kanalartigen Hauptverlauf ein mäandrierender Bypass der Linnau. An ihm liegen eine Reihe gesetzlich geschützter Biotope. Hier befindet sich der einzige Bestand an Hainsimsen-Buchenwald im FFH-Gebiet. Im Ortsteil Ostlinnau liegt auf 470 m Länge ebenfalls ein Bypass der Linnau außerhalb des FFH-Gebietes, der aber in den Gültigkeitsbereich des Managementplanes aufgenommen wurde.

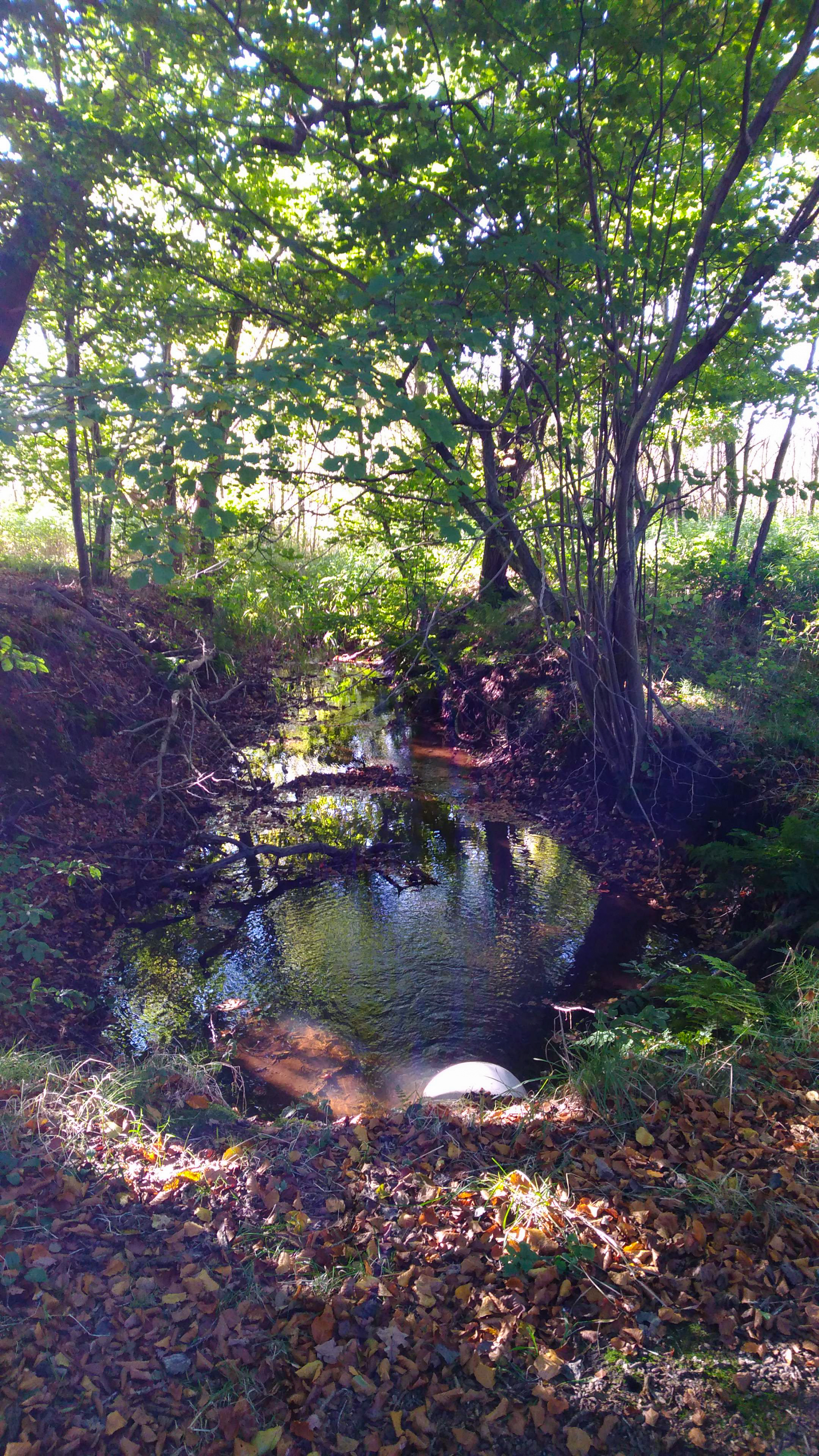
Bypass der Linnau am Lindewitter Wald
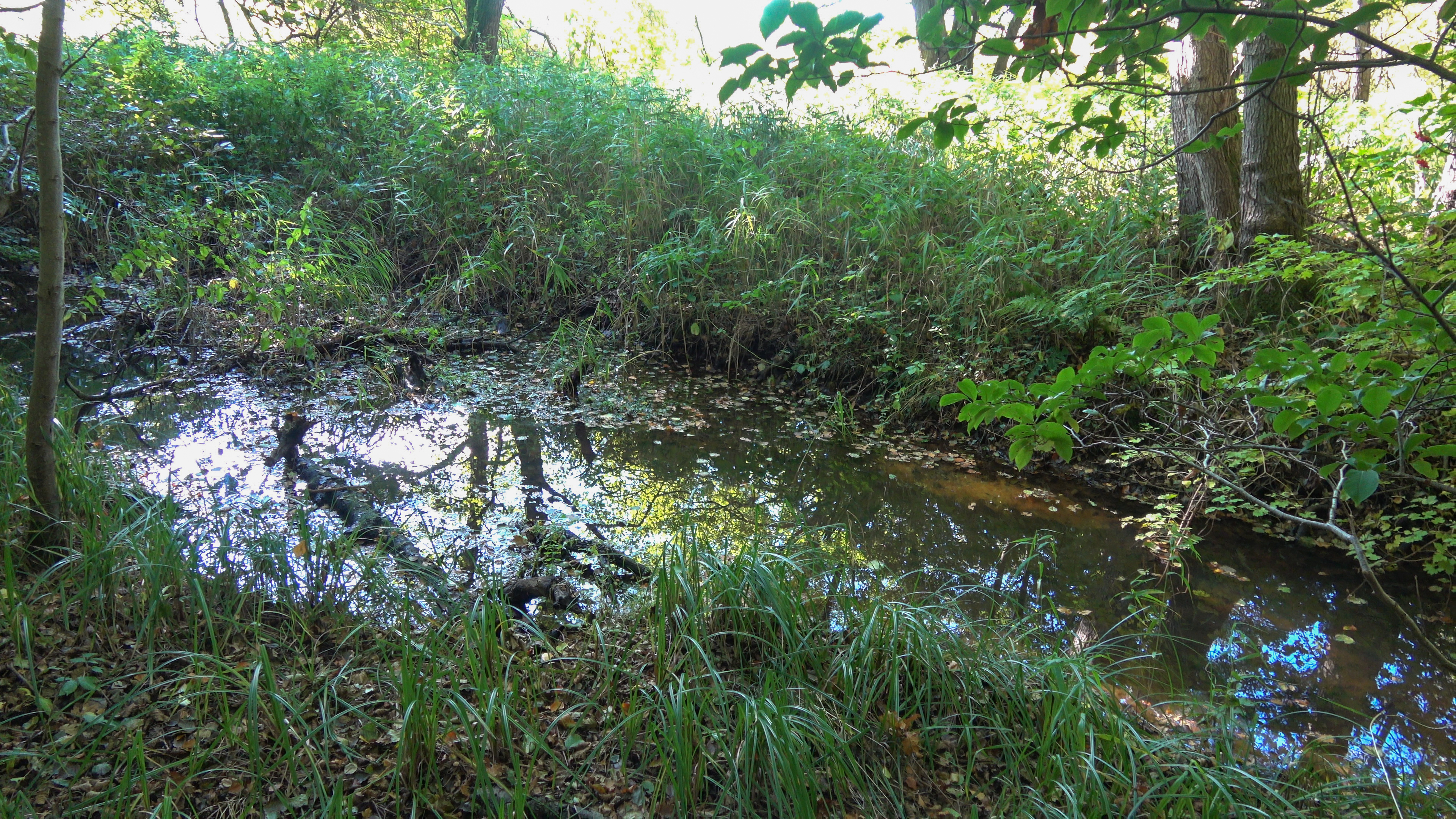
Bypass der Linnau am Lindewitter Wald
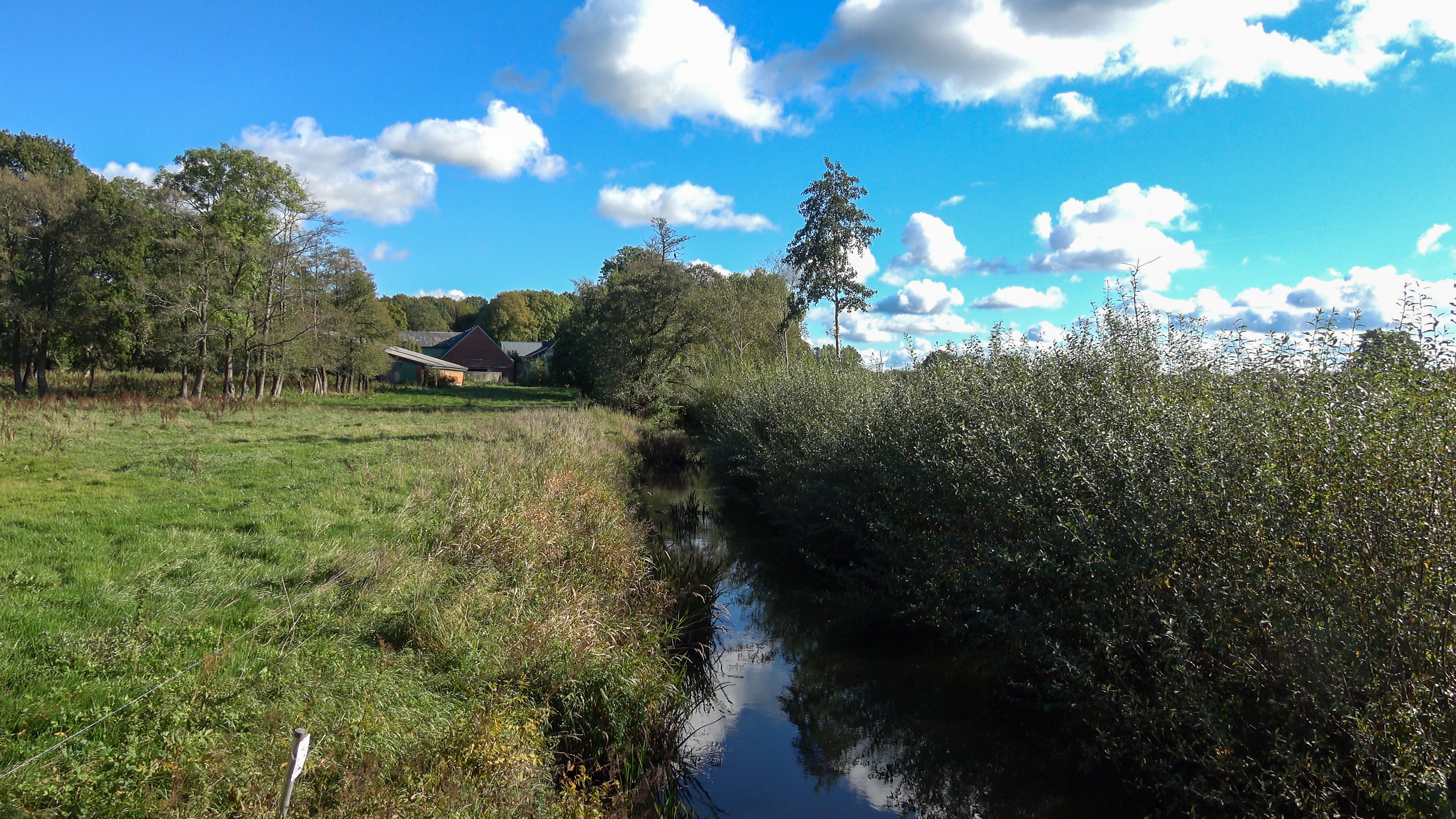
Linnau bei Lindewitt
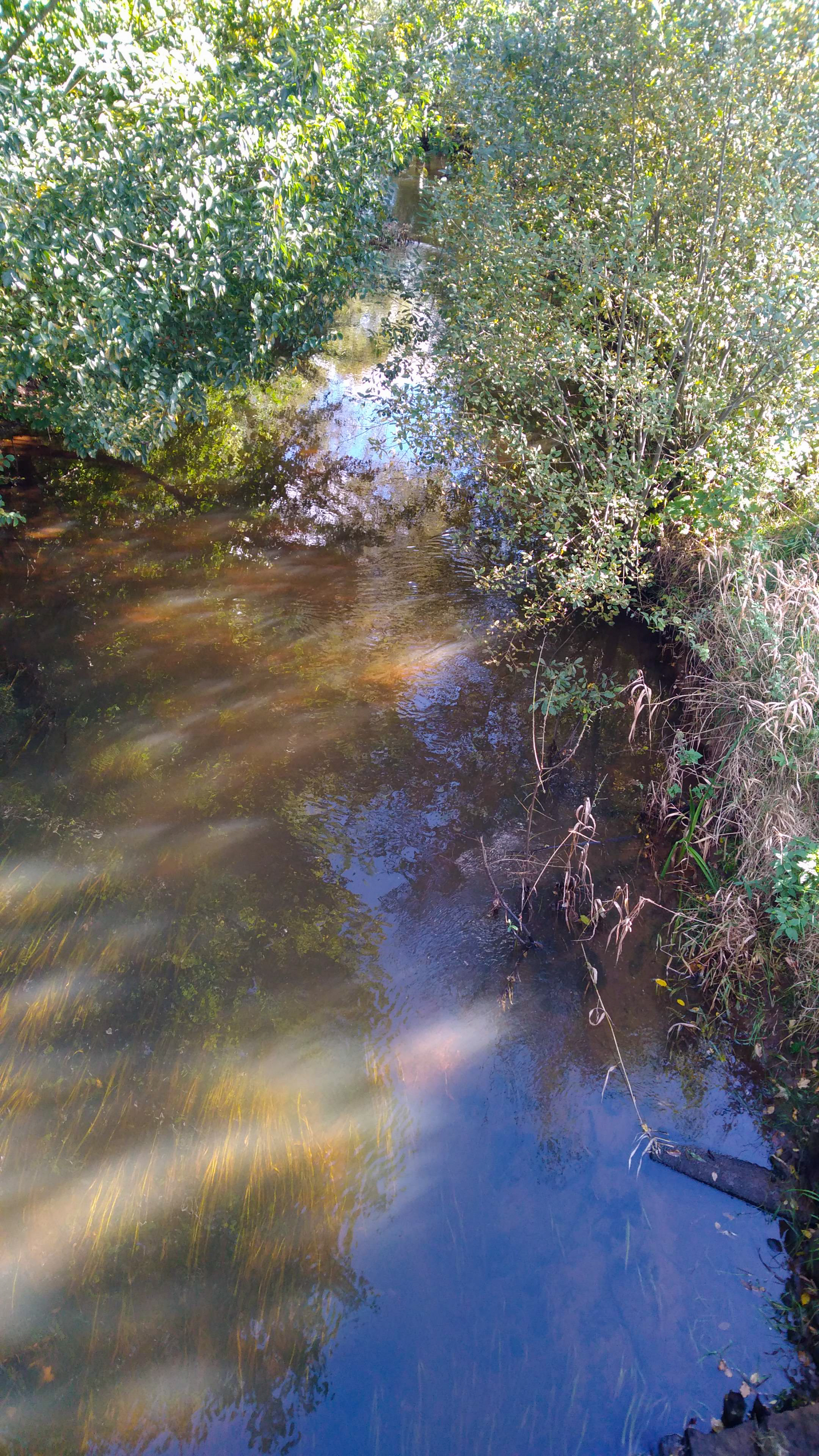
Linnau bei Ostlinnau
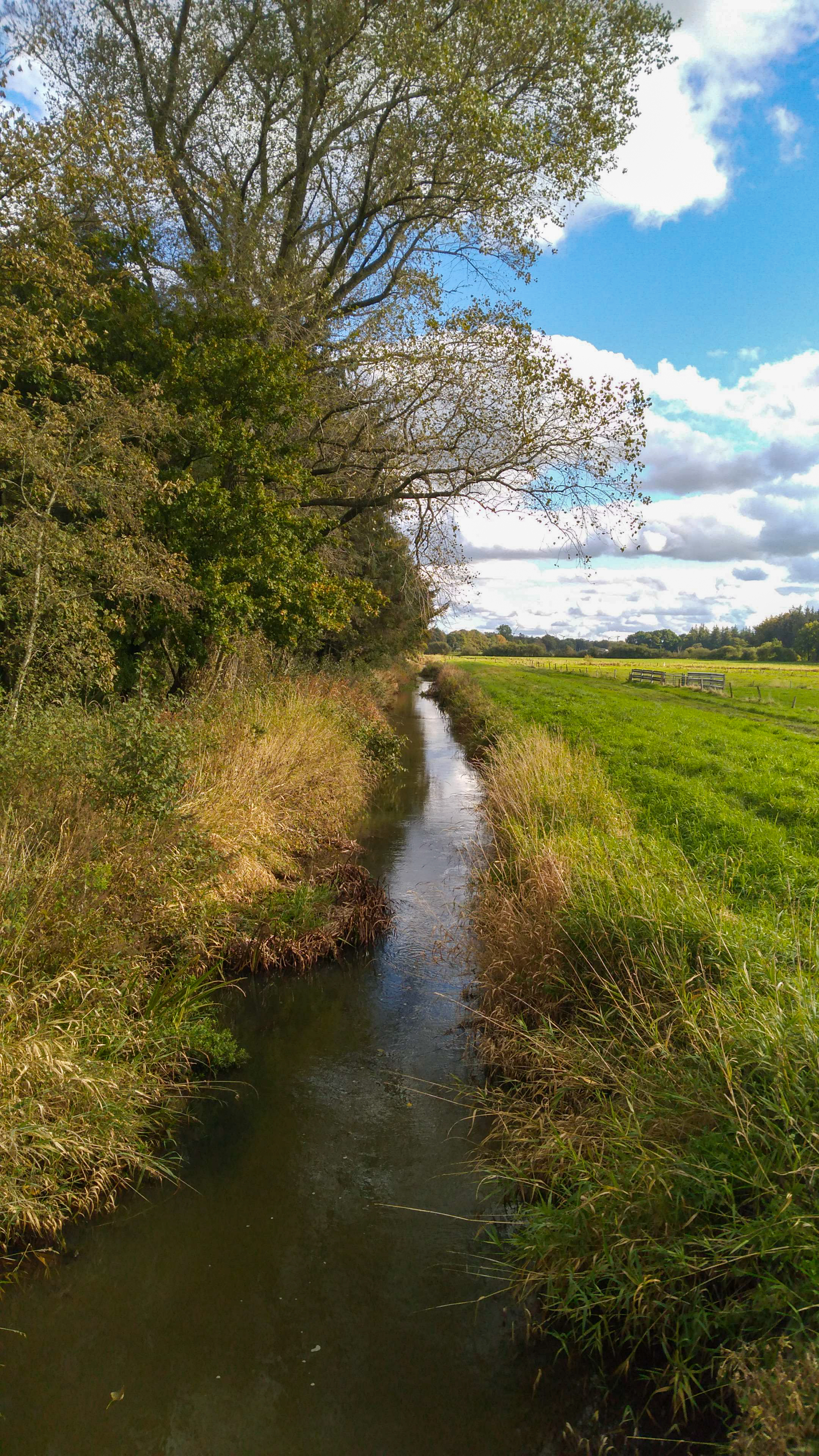
Linnau 80 m vor der Mündung in die Soholmer Au

### Teilgebiet Soholmer Au, Alter Schafflunder Mühlenstrom, Bongsieler Kanal
Dieser Teilbereich liegt in der Landschaft Nordfriesische Marsch. Diese Landschaft ist durch den Menschen im Laufe der Jahrhunderte durch den Bau von Entwässerungsgräben und Eindeichungen dem Meer abgerungen worden und musste gegen Sturmfluten mit Deichen gesichert werden. Viele Flächen befinden sich heute auf Meereshöhe oder darunter. Damit diese Gebiete nicht ständig überschwemmt werden, wurden die Hauptströme eingedeicht und rechts und links der Deiche Entwässerungsgräben gezogen. Das überschüssige Wasser aus den Gräben wird mit Hilfe von heute elektrisch betriebenen Pumpwerken in die Hauptströme gepumpt. Es gelangt dann bis zum äußersten Deich an der Nordsee. Dort befindet sich ein Sieltor, in diesem Fall in Schlüttsiel, das sich bei Ebbe öffnet, sodass das Wasser ins Meer fließen kann. Wenn bei steigender Flut Meeresniveau und Hauptstromniveau gleich sind, schließt sich das Sieltor wieder. Dieser Rhythmus von Ebbe und Flut beeinflusst die Fließgeschwindigkeit der Soholmer Au bis hinauf zur Mündung der Linnau, bei einem Umgebungsniveau von gerade mal zwei Metern. Parallel zu der Verfolgung von FFH-Erhaltungszielen wirkt in diesem FFH-Gebiet die Umsetzung der EU-Wasserrahmenrichtlinie in die gleiche Richtung. Diese wurde im Jahre 2000 nationales Recht. Ziel war es, alle Oberflächengewässer und das Grundwasser bis 2015 in einen guten Zustand zu versetzen. Als Werkzeug zur Umsetzung sollten gebietsbezogene Bewirtschaftungspläne aufgestellt werden. Bei der Aufstellung dieser Pläne wurde schnell klar, dass das gesteckte Ziel bis zum Jahre 2015 personell, finanziell und aus anderen Gründen nicht zu erreichen war. Für das FFH-Gebiet gilt der Bewirtschaftungsplan der Flussgebietseinheit Eider. Für die Gewässer des FFH-Gebietes wurden unterschiedliche Gründe für eine Fristverlängerung der durchzuführenden Maßnahmen über das Jahr 2015 hinaus angegeben. Für den Ober- und Unterlauf der Linnau, dem Mittellauf der Soholmer Au und dem Bongsieler Kanal wird die technische Durchführbarkeit als Verzögerungsgrund angegeben. Der Bongsieler Kanal als westliches Ende des FFH-Gebietes ist Teil des Wasserkörpers „Lecker Au/Bongsieler Kanal und Zuläufe“. Sein ökologisches Potenzial wird mit „mäßig“ und sein chemischer Zustand mit „nicht gut“ eingestuft. der Mittellauf der Soholmer Au mit dem Unterlauf der Spölbek hingegen wird im Kriterium Ökologisches Potenzial mit „gut“, aber im Chemischen Zustand ebenfalls mit „nicht gut“ bewertet. Hier besteht die Möglichkeit, durch Deichverlegungen neue Retentionsflächen zu schaffen, da große Gebietsteile sich im Eigentum der Öffentlichen Hand befinden.

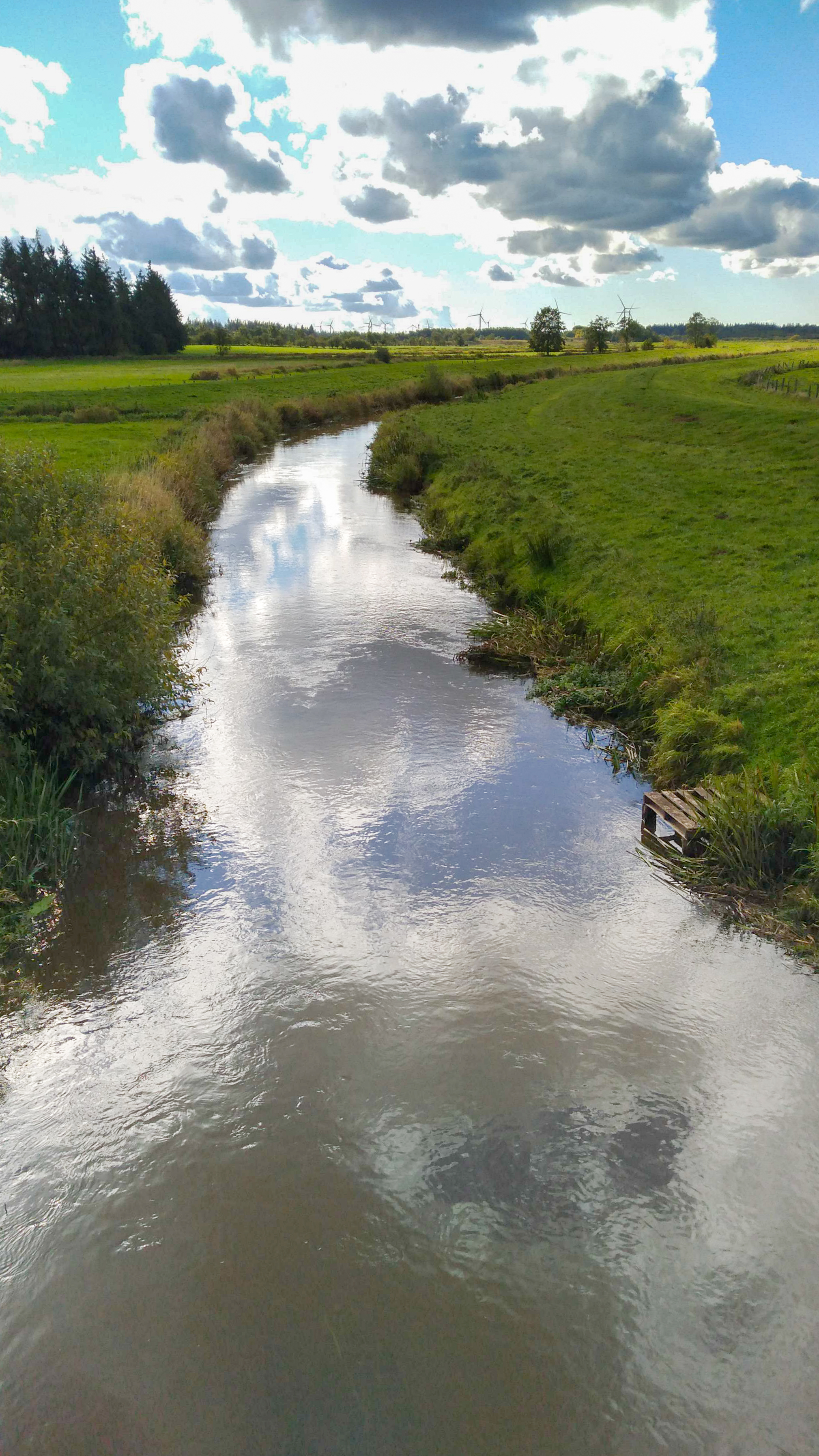
Beginn der Soholmer Au nach der Mündung der Linnau
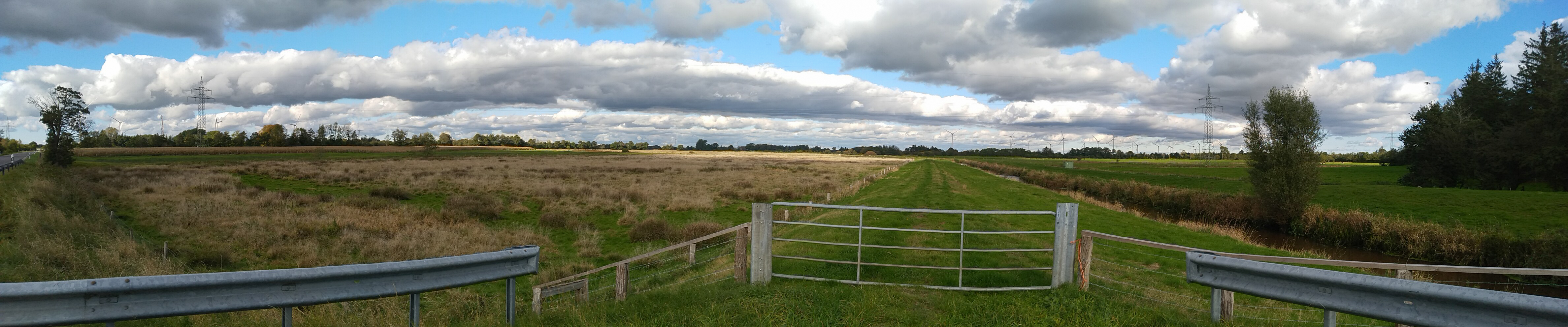
Ende des Schafflunder Mühlenstroms

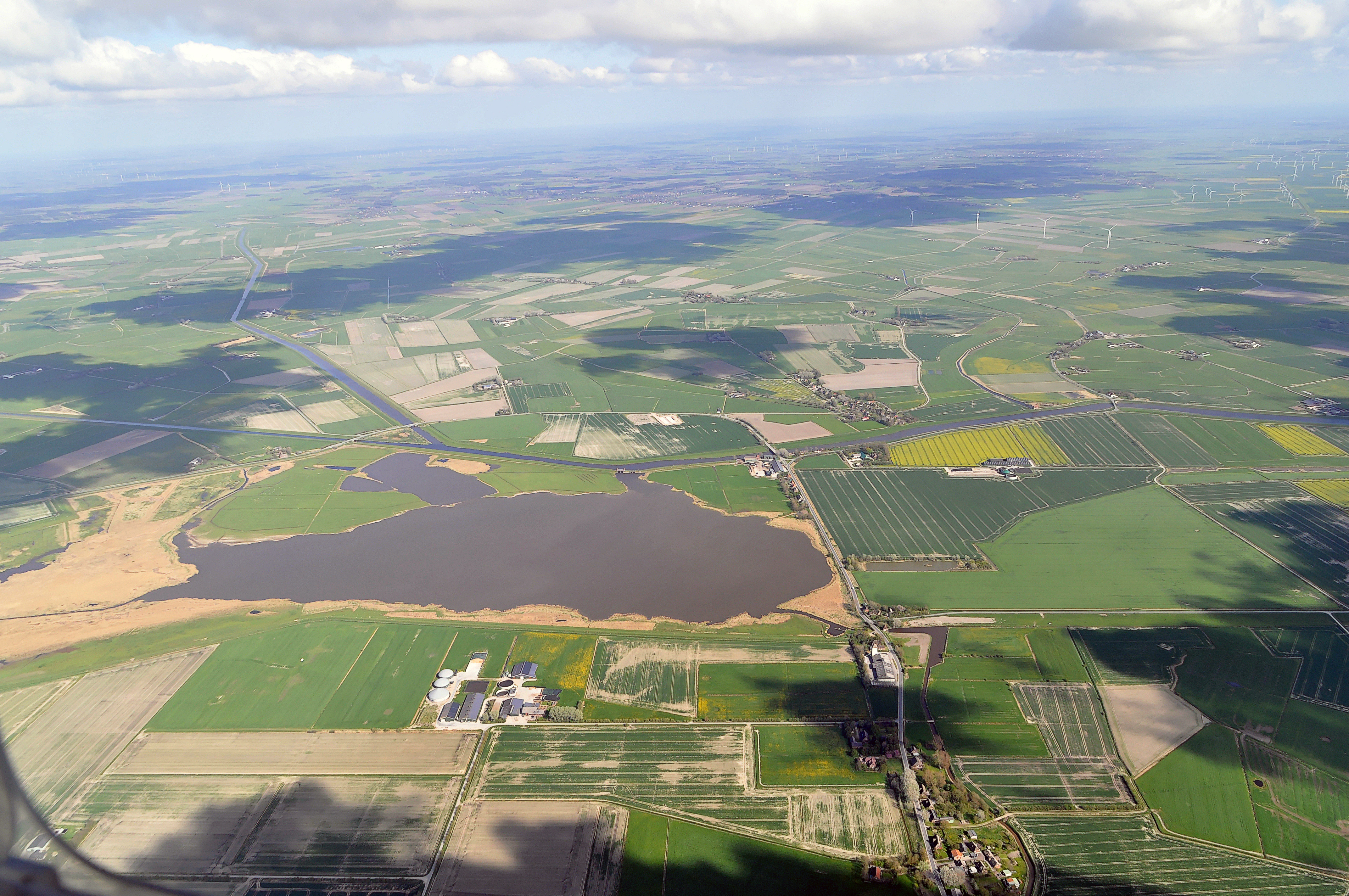
Bottschlotter See

### Bottschlotter See
Der Bottschlotter See ist ein vor ca. 400 Jahren durch Eindeichung des Bottschlotter Kooges entstandener flacher See am Nordufer der Soholmer Au und ist von dieser durch ein Sperrwerk getrennt. Der See nimmt die Oberflächenwässer der Umgebung auf und dient als Speicherbecken zum Hochwasserschutz. Der See hat das Ziel der EU-Wasserrahmenrichtlinie eines guten ökologischen Potenzials erreicht, während der chemische Zustand noch schlecht ist. Der See ist fischreich und ein beliebtes Angelrevier und darf in festgelegten Zeiten und Zonen von Windsurfern genutzt werden.

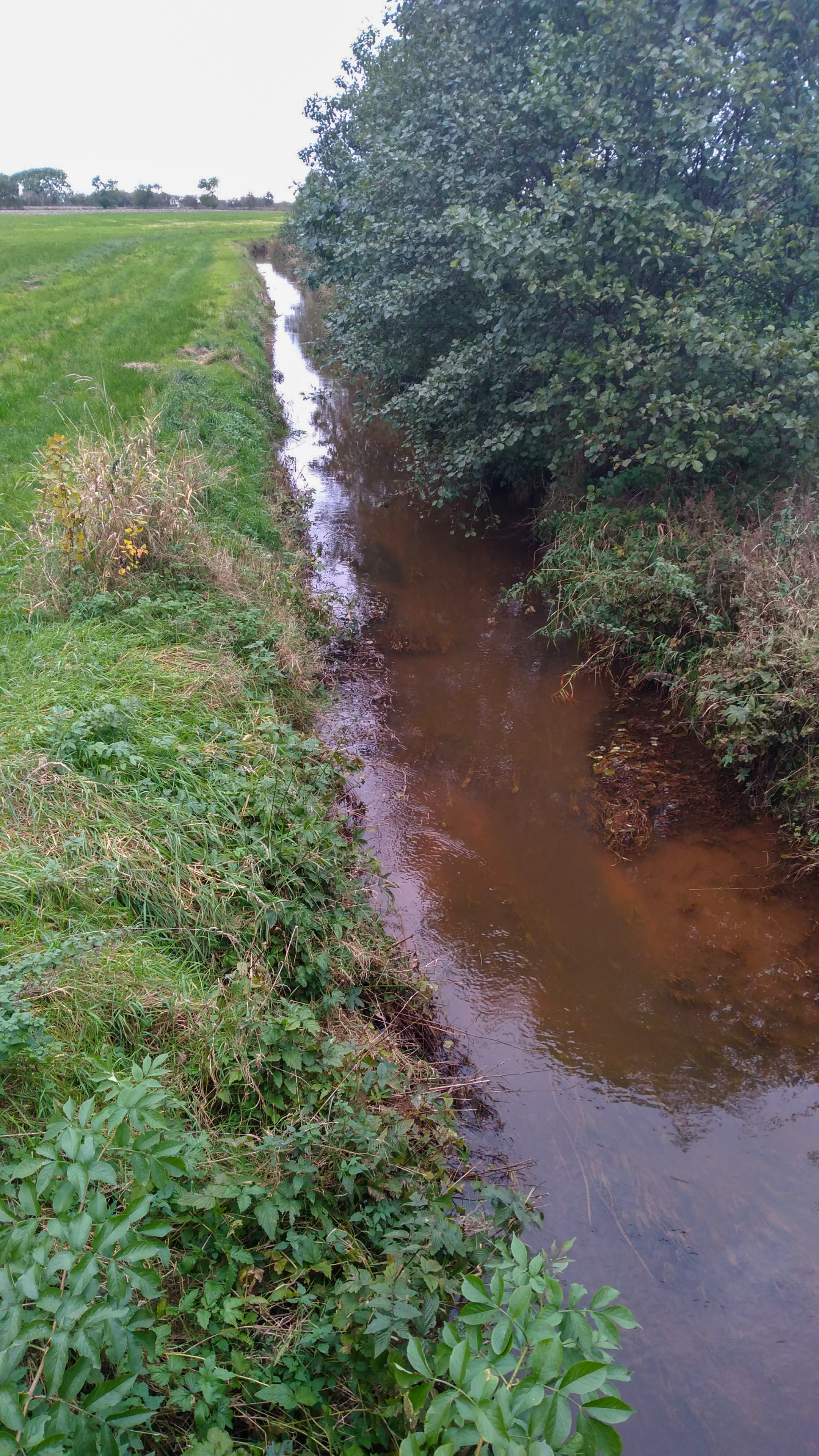
Mit Ocker belastete Wallsbek

### Teilgebiet Schafflunder Mühlenstrom
Dieses Teilgebiet ist als Laichgebiet für die drei Neunaugenarten Bach-, Fluss- und Meerneunaugen von Bedeutung. Bei diesen Arten handelt es sich um eine urzeitliche Fischart, die unterhalb des Laichgebietes fünf bis sieben Jahre als Querder im Larvenstadium verbringen. Sie benötigen dafür ruhigere sandige Bereiche, in denen sie sich eingraben können. Dort ernähren sie sich von Algen und Einzellern. Die Durchgängigkeit ist im gesamten FFH-Gebiet durch die Errichtung von Fischtreppen und Sohlgleiten hergestellt worden. Der ökologische und chemische Zustand des Gewässers ist nicht ausreichend. Ein besonderes Problem stellt die Belastung mit Ocker dar, der durch eine Braunfärbung des Wassers und braunen Ablagerungen auf der Gewässersohle und Pflanzen erkennbar ist. Ocker ist gelöstes zweiwertiges Eisen und hoch giftig für Fische, deren Eier und Larven und andere Kleinlebewesen. Seinen Ursprung hat es in dieser Gegend im Wesentlichen durch Ausschwemmung trocken gelegter Moore. Es gibt eine technische Möglichkeit, den Ocker in neu angelegten Teichen aus den Fließgewässern auszufällen.

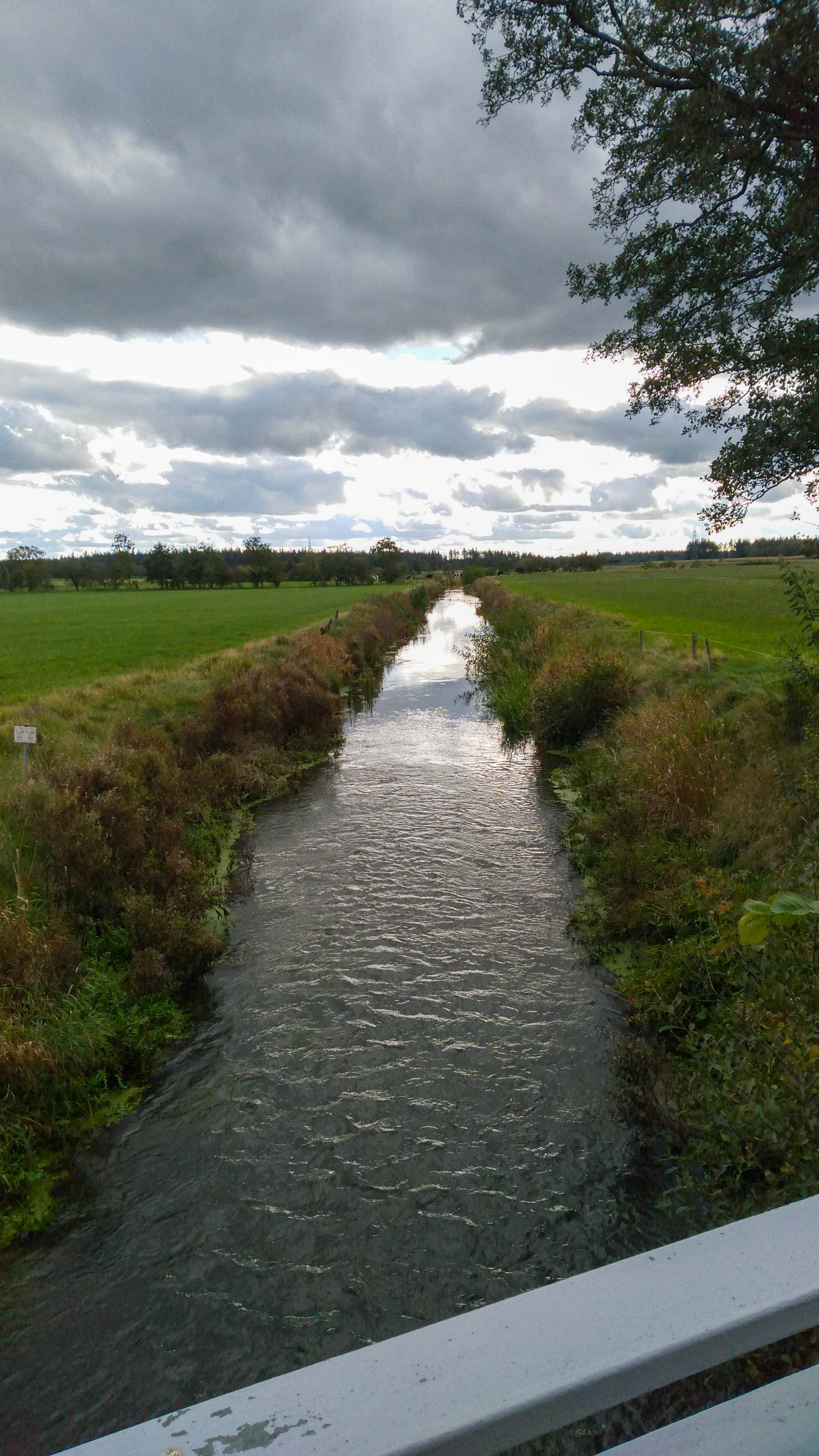
Schafflunder Mühlenstrom in Spölbek
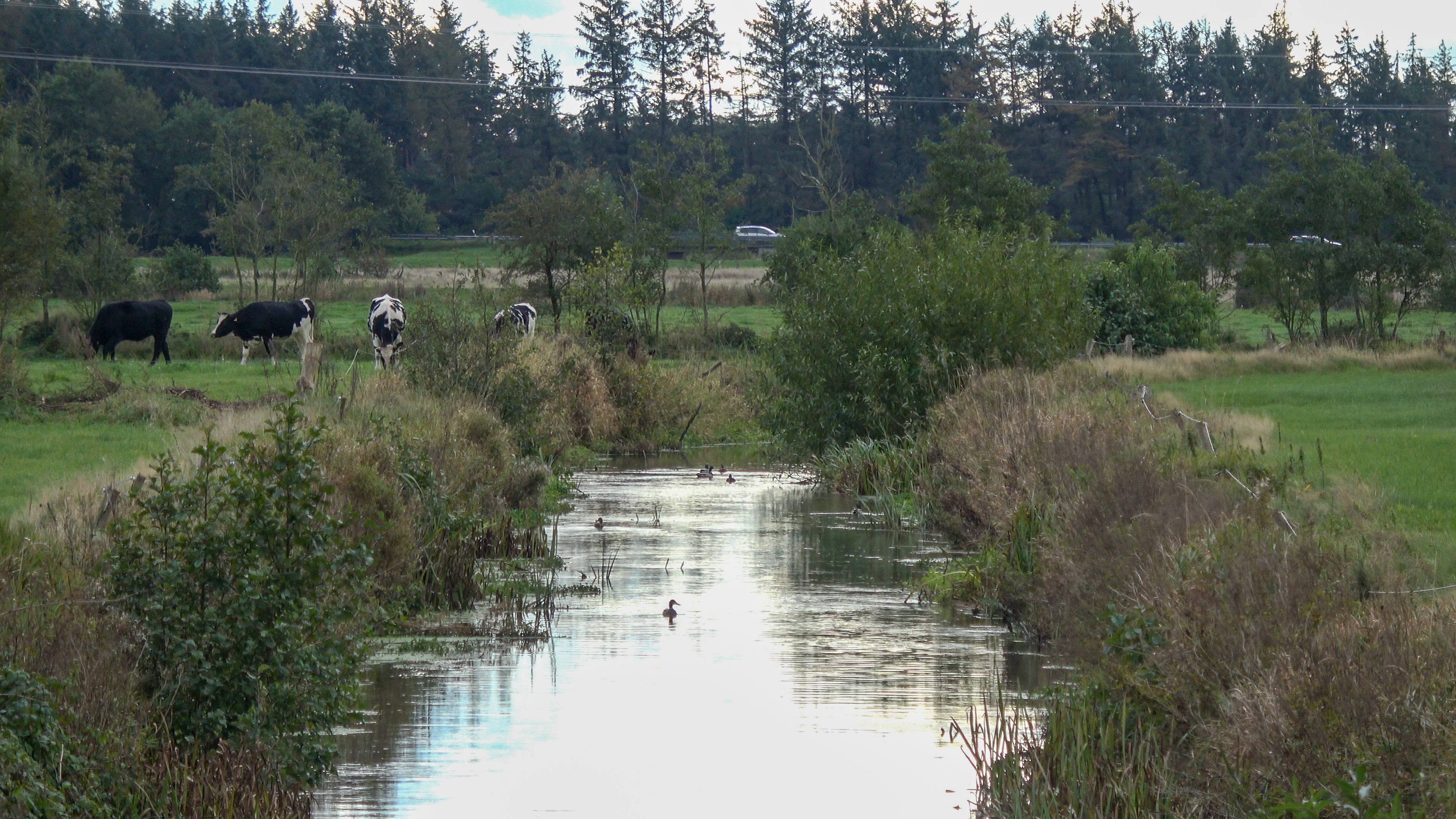
Schafflunder Mühlenstrom in Spölbek
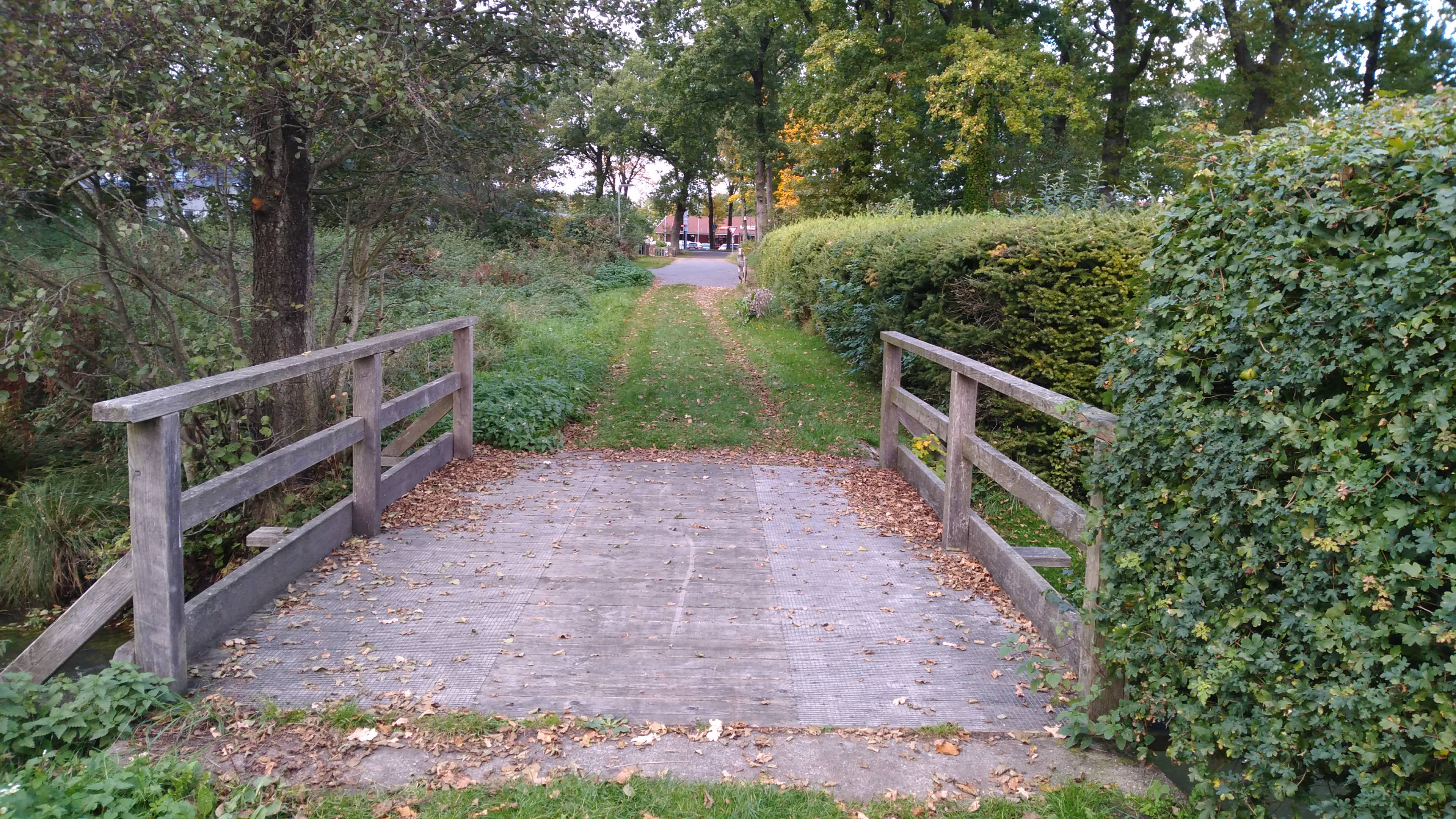
Brücke über den Schafflunder Mühlenstrom in Schafflund
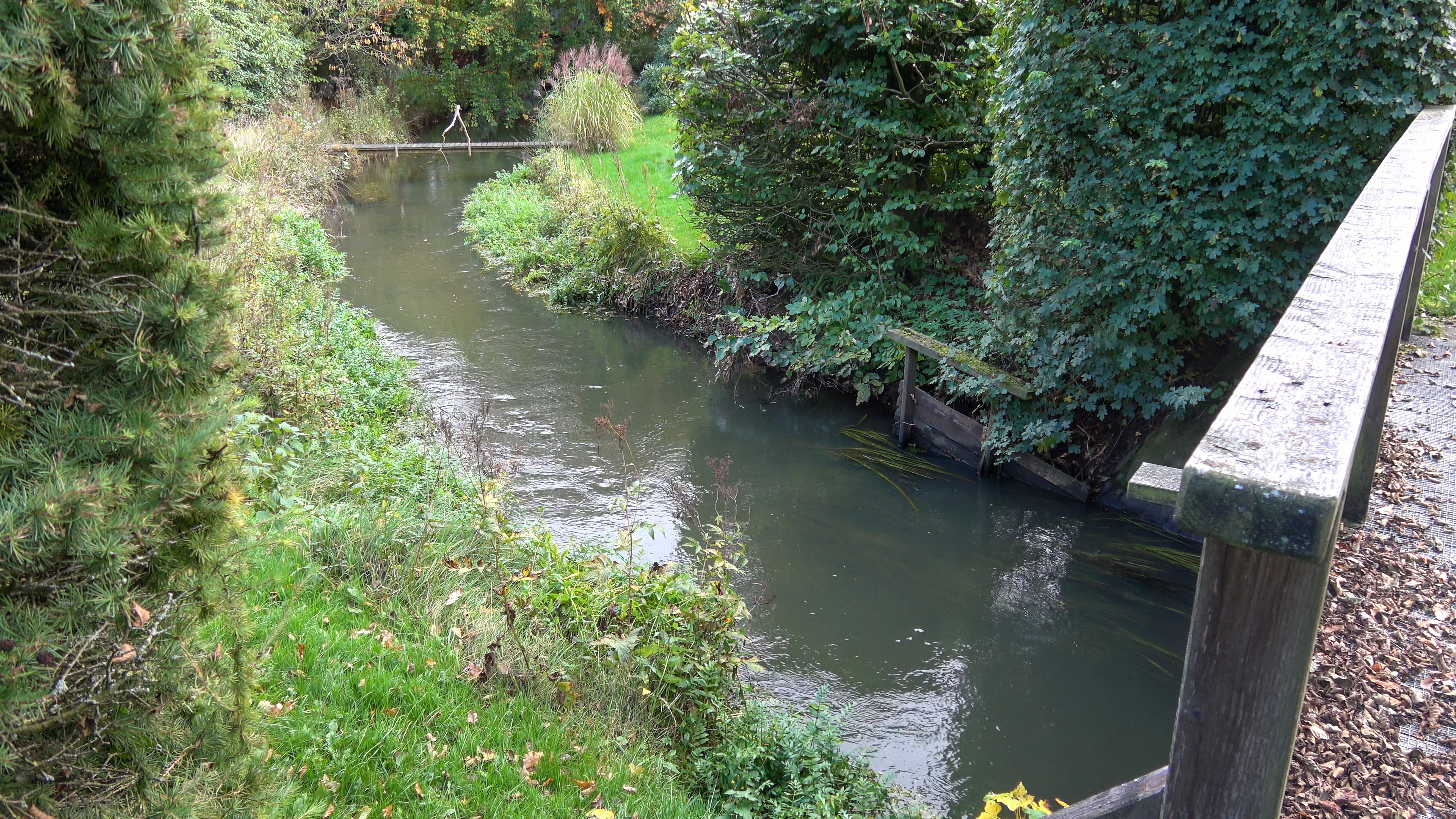
Schafflunder Mühlenstrom in Schafflund

## FFH-Maßnahmenkatalog

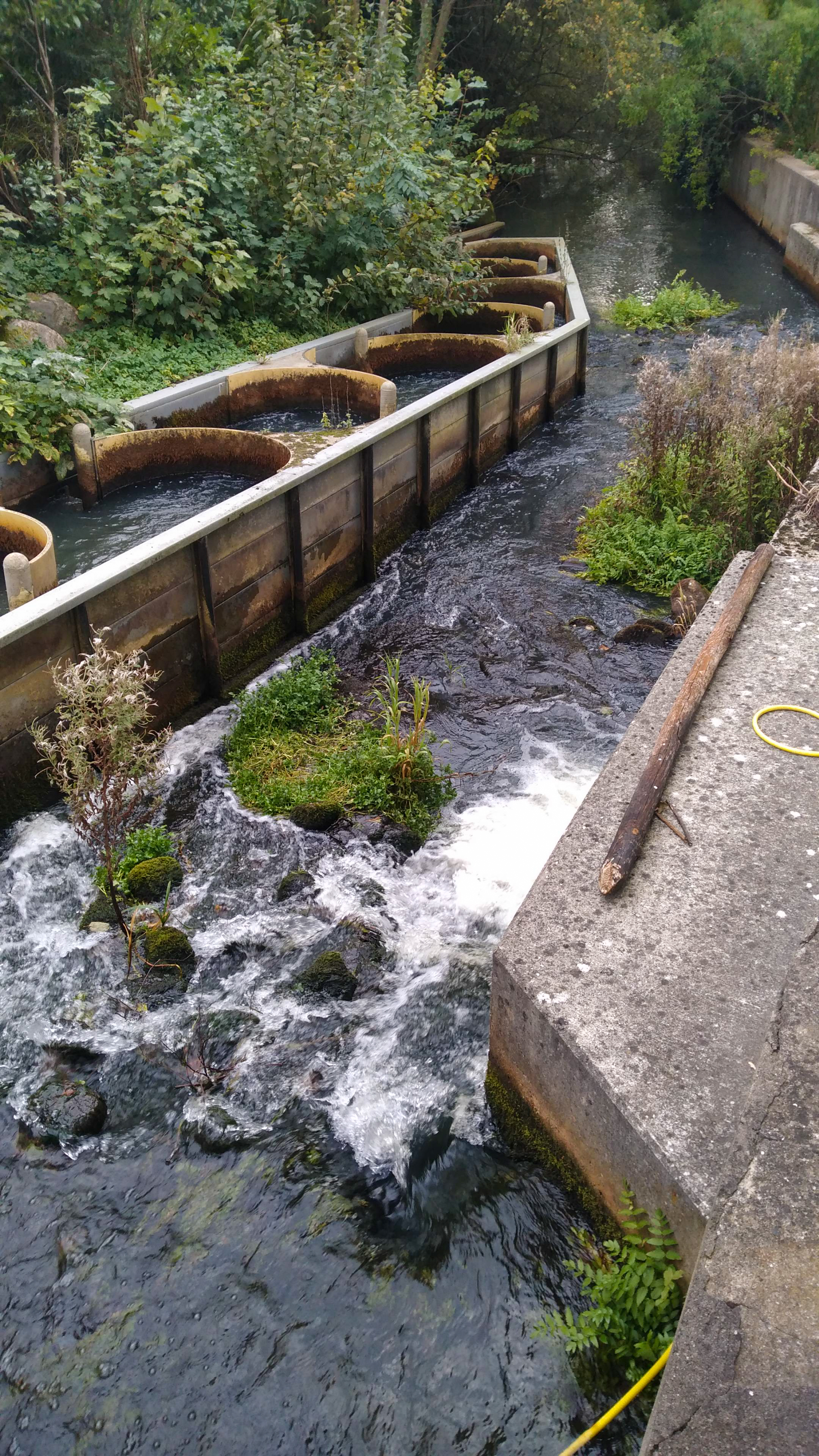
Fischtreppe in Meyn

Für das FFH-Gebiet zielen die Maßnahmen aus Sicht der FFH-Richtlinie in die gleiche Richtung, wie die zur Umsetzung der EU-Wasserrahmenrichtlinie der Wasser- und Bodenverbände der Region. Es fließen damit erhebliche Mittel der Öffentlichen Hand in die Wiederherstellung eines guten Zustandes der Gewässer im FFH-Gebiet. Der Managementplan vom „Teilgebiet 1 Schafflunder Mühlenstrom“ enthält neben dem Text sowohl Maßnahmenblätter als auch Maßnahmenkarten für die Meynau, die Wallsbek und den Schafflunder Mühlenstrom. Der WBV Stadum-Hörup stellte einen eigenen Maßnahmenplan für das FFH-Gebiet auf. Der Managementplan der „Teilgebiete Linnau, Soholmer Au, Bottschlotter See“ enthält neben dem Text auch Maßnahmenblätter und Maßnahmenkarten für die Linnau, die Soholmer Au mit dem Bottschlotter See, sowie eine des Wasser- und Bodenverbandes Linnau und des Deich- und Hauptsielverbandes Südwesthörn-Bongsiel.

## FFH-Erfolgskontrolle und Monitoring der Maßnahmen
Eine FFH-Erfolgskontrolle und Monitoring der Maßnahmen findet in Schleswig-Holstein alle sechs Jahre statt. Ein erster Monitoringbericht wurde mit Stand 20. Oktober 2020 noch nicht veröffentlicht.